# Волфрам Вутке
Волфрам Вутке (на немски: Wolfram Wuttke, роден на 17 ноември 1961 в Кастроп-Рауксел - 1.3.2015) е бивш германски футболист. В периода 1979 - 1993 г. офанзивният футболист изиграва 299 срещи в Първа Бундеслига и отбелязва 66 гола. След това преминава в Испания, където играе за барселонския клуб Еспаньол.
Най-успешните години от кариерата на Вутке между 1985 и 1989 г. са прекарани в Кайзерслаутерн, където футболистът си спечелва име със своите знаменити голове и подавания. През 1988 г. той печели бронзов медал от Олимпиадата в Сеул.

## Кариера
Вутке започва с футбола в отбора на Кастроп в родния си град. Когато навършва 15-годишна възраст той преминава в юношеския отбор на Шалке 04. През 1978 г. той печели титлата на Германия за младежи и влиза в игра на 29 септември 1979 г. срещу Баунатал, което е и неговият дебют за първия отбор на „кралскосините“. Седмица по-късно Вутке дебютира на Паркщадион срещу Вердер Бремен при победата с 3:0 на своя отбор. През октомври 1979 г. нападателят става най-младият голмайстор в историята на Шалке 04, когато се разписва при победата с 4:1 над Байер Юрдинген. Въпреки това Вутке е резерва на по-опитните футболисти Ролф Рюсман, Клаус Фишер и Улрих Битхер. През 1980 г. Шалке 04 решава да продаде своя талант поради финансови причини, породени от изпадането им във Втора Бундеслига.
През декември същата година Вутке преминава в конкурентите на тима от Гелзенкирхен Борусия Мьонхенгладбах. Под ръководството на треньора Юп Хайнкес младият футболист се превръща в основен футболист за „жребчетата“. През декември 1982 г. Вутке решава да се върне в Шалке 04, които междувременно отново играят в германския елит. Играчът дава най-доброто от себе си, за да помогне за оставането на тима от Рур в първа дивизия - изиграва 16 срещи и бележи 7 гола, включително и хеттрик срещу Арминия Билефелд. За негово съжаление това не се оказва достатъчно и Шалке 04 отново изпада.
След това Вутке е привлечен от изпълнителния директор на Хамбург Гюнтер Нетцер в пристанищния град. Там той се изявява в атаката на актуалния тогава германски шампион заедно с Дитер Шатцшнайдер, Томас фон Хеезен и Алан Хансен. През лятото на 1983 г. е спечелена Купата на европейските шампиони, а „червените шорти“ играят финал за Междуконтиненталната купа на 11 декември 1983 г. срещу Гремио Порто Алегре. Голът на Марсел Шрьодер се оказва недостатъчен и с два гола на Ренато Гаучо бразилците триумфират на германските си съперници с 2:1. По-късно Вутке влиза в конфликт с треньора на Хамбург Ернст Хапел и е изваден от отбора през септември 1985 г.
Младият треньор Ханес Бонгартц, ръководещ Кайзерслаутерн, привлича Вутке на Фриц-Валтер-Щадион през ноември 1985 г. Наставникът го използва не като чист нападател, а като атакуващ полузащитник и организатор на играта на отбора. След добрите си изяви с червената фланелка, националният селекционер на „бундестима“ Франц Бекенбауер призовава Вутке в националния отбор. В първата среща на националите след Световното първенство в Мексико през 1986 г. играчът на „лаутерите“ получава повиквателна, но така и не успява да влезе в игра срещу Дания. Това става по-късно през същата година срещу Испания за крайното 2:2, когато влизана смяна на почивката на срещата на мястото на Волфганг Ролф. До 1988 г. Вутке изиграва само четири мача с националната фланелка поради присъствието на играчи като Лотар Матеус, Олаф Тон и Волфганг Ролф. Въпреки това му се удава да отбележи гол срещу английската селекция за победата с 3:1. Като компенсация за недостатъчните си игри за представителния национален отбор на Германия той е включен в олимпийския отбор на своята страна за летните олимпийски игри през 1988 г. в Сеул. Там той играе заедно с играчи като Карл-Хайнц Ридле, Франк Мил и Юрген Клинсман под ръководството на наставника Ханес Льор. Германската селекция завършва на трето място и печели бронзовите отличия, което е най-големият успех в кариерата на Волфрам Вутке, както той сам отбелязва.
В Кайзерслаутерн отново се появяват проблеми на Вутке с треньорското ръководство. Поради разногласията на играча с наставника Йозеф Щабел и неговия наследник Герд Рогензак, Вутке е наказан и изваден от състава на лаутерите през сезон 1989/90 и поради това не е част от отбора, който печели Купата на Германия през същата кампания.
Вутке преминава в барселонския Еспаньол, играещ във втора дивизия на испанското първенство. Там той извежда съотборниците си до класиране в Примера дивисион и се завръща в Германия през 1992 г. в Саарбрюкен, които са новаци в Първа Бундеслига. Под ръководството на Петер Нойрурер той влиза в игра 23 пъти, но счупено рамо слага край на състезателната му кариера. Опит за завръщане е направен като играещ треньор на нискодивизионния Халтерн, но експериментът се оказва неуспешен.
През 2000 г. Вутке се разболява от рядката болест рак на гърдите, но успява да преодолее заболяването си. Лошият късмет обаче продължава да го преследва – развежда се със съпругата си, а по-късно подава документи за фалит. При игра на тенис разтяга ахилесово сухожилие и когато се възстановява от тази контузия случайно стъпва на топка за тенис и чупи ходилото си.
От януари 2008 г. Волфрам Вутке е изпълнителен директор на оберлигистите от Баден-Вюртемберг Крайлсхайм. След половин година на тази длъжност той поема треньорският пост през сезона 2008/09. На 21 септември 2008 г. наствникът е освободен поради лошите резултати на отбора.

## Успехи
- Младежки вицешампион на Европа: 1982
- Бронзов медалист от Олимпийските игри: 1988
- Носител на Купата на Германия: 1990 (играе само в първия кръг на турнира, след което напуска Кайзерслаутерн)
- Вицешампион: 1984

## Цитати
След като Вутке е бил дисциплинарно отстранен от Кайзерслаутерн заради присъствието си на винен фестивал, въпреки че е бил контузен по това време, играчът оспорил това решение с оправданието, че: „Не може да съм бил на винен фестивал, защото пия всъщност само бира!“.